# Ouad Emour
Ouad Emour è uno dei quattro comuni del dipartimento di Maghta-Lahjar, situato nella regione di Brakna in Mauritania. Contava 10.419 abitanti nel censimento della popolazione del 2000.